# سكوت كامينغز
سكوت كامينغز (بالإنجليزية: Scott Cummings)‏ هو لاعب كرة قدم أسترالية أسترالي، ولد في 18 يناير 1974 في أستراليا الغربية في أستراليا.

## وصلات خارجية
- سكوت كامينغز على موقع AustralianFootball.com (الإنجليزية)
- سكوت كامينغز على موقع AFLtables.com (الإنجليزية)